# Odilo Rottmanner

Pater Odilo Rottmanner OSB (um 1900)

Odilo Rottmanner OSB, Taufname: Otto Rottmanner (* 21. November 1841 in Landsberg am Lech; † 11. September 1907 in München) war ein deutscher Benediktiner, Bibliothekar, Theologe und Stiftsprediger.

## Leben
Rottmanner war ein Enkel des Philosophen Karl Rottmanner und Urenkel des bayerischen Agrarreformers Simon Rottmanner. Er war Stiftsprediger der Benediktinerabtei St. Bonifaz in München und galt als kluger Beichtvater und Seelenführer sowohl bei einfachen Katholiken als auch in der Familie Wittelsbach.
Der enzyklopädisch gebildete Bibliothekar von St. Bonifaz stand im internationalen Austausch mit vielen bedeutenden Gelehrten. Wissenschaftlich war er vor allem als hervorragender Kenner des Werkes von Augustinus von Hippo geachtet.

## Werke
- Der Augustinismus. Eine dogmengeschichtliche Studie. München 1892.
- Predigt zum 50. Jahrestag der Einweihung der Basilika. München 1900.
- Predigten und Ansprachen. 2 Bände. München 1893 und 1902.
- Orate. Gebet- und Andachtsbuch. München / Wien 1903.
- Geistesfrüchte aus der Klosterzelle. hg. von R. Jud. München 1908.